# La Potion magique
Pour les articles homonymes, voir Potion magique (homonymie).
La Potion magique (en France) ou Le Tonique (au Québec) (Grampa vs. Sexual Inadequacy) est le 10e épisode de la saison 6 de la série télévisée d'animation Les Simpson.

## Synopsis
Homer a des problèmes sexuels avec Marge. Abraham lui concocte donc une potion aphrodisiaque dont il a le secret.
Homer et Abraham partent à travers les États-Unis pour vendre la potion magique. Mais Homer décide d'arrêter car Abraham l'énerve trop. Alors qu'il allait bientôt rentrer à Springfield, Abraham montre à Homer la ferme où ce dernier avait vécu étant enfant mais cela aggrave encore plus les choses entre eux. Abraham révèle alors la vérité à son fils : il n'a jamais voulu qu'Homer naisse. Homer décide alors de ne plus jamais parler à son père. Mais finalement, les deux hommes se réconcilient après avoir mis le feu à la ferme.
Pendant ce temps, les enfants ne comprennent pas pourquoi les adultes n'arrêtent pas de s'enfermer dans leur chambre ; ils craignent un complot extraterrestre et deviennent complètement paranoïaques.